# مورفو مينيلوس
مورفو مينيلوس الأزرق ( مورفو مينيلوس ) هو واحد من ثلاثين نوعا من الفراشة في الفئة الفرعية مورفينا .  جناحيها حوالي 12   سم، والأجنحة الأمامية والخلفية لها زاهية، قزحية اللون الأزرق حواف مع الأسود، في حين أن الأسطح البطنية هي البني.  تعتبر الأجنحة ذات قزحية الألوان مجالًا مهمًا في مجال البحث بسبب بنيتها المجهرية الفريدة.  بسبب اللون الأزرق المميز، تعتبر Morpho menelaus ذات قيمة بين هواة الجمع وقد تم صيدها على نطاق واسع في القرن العشرين.  ومع ذلك، فإن إزالة الغابات لا تزال تشكل التهديد الرئيسي لبقاء هذا النوع. 

## نطاق
توجد هذه الفراشة الاستوائية الجديدة في أمريكا الوسطى والجنوبية ، بما في ذلك Cerrado وهي السافانا الاستوائية الشاسعة في البرازيل .  وتشمل المواقع الأخرى المكسيك  وفنزويلا .  ربما تم توزيع أسلاف فراشة Morpho menelaus في منطقة الأنديز . 

## علم تطور السلالات
هناك تباين كبير بين الأنواع المختلفة من Morpho . هناك مجموعتان من فراشات مورفو ، أخيل وهكوبا ، متميزتان في سلوك الطيران وتوزيع الغابات العمودي. قد يكون هذا التقسيم الطبقي للموائل بين مستويي الغابات قد أدى إلى تنويع فراشات المورفو .  قد يكون سلوك نمط الطيران قد أدى أيضًا إلى تغييرات في شكل الجناح لجعله أكثر ملاءمةً للانزلاق أو الخفقان. تشير الدراسات التطورية إلى أن هذه تدل على صفات الأجداد. 